# Yohan Choupas
Yohan Choupas (Parigi, 11 marzo 2000) è un cestista francese.

## Palmarès
- Eurocup: 1

Monaco: 2020-21